# Asa Made Jugyō Chu!
Asa Made Jugyō Chu! (朝まで授業chu!, lit. Ven a Verme Después de Clases) es una serie manga escrita por Akiyoshi Ōta e ilustrada por Munyū. Fue serializada en Gekkan Comic Alive de Media Factory, y fueron publicados cuatro volúmenes tankōbon. La historia se centra en Yuuki Kagami, un estudiante quien accidentalmente es asignado a un dormitorio de chicas por su maestra de aula Ayana Kakinozaka. Para evitar que lo expulsen, él debe travestirse cuando esta en el dormitorio de chicas.
La serie fue adaptada en una OVA por el estudio de animación GoHands, y estuvo junto con la edición especial del tercer volumen.

## Sinopsis
Debido a un error, el nuevo estudiante de la Academia Otorinashi, Yūki Kagami es asignado a una habitación en el dormitorio de chicas. Él intentó que lo cambien a la habitación de chicos, pero su reclamo fue denegado debido a que ya no había más habitaciones disponibles. Al final termina compartiendo la habitación con Ayana Kakinozaka, su hermosa pero tonta maestra de aula y autoproclamada guardián, fue ella quien cometió el error. Para evitar ser expulsado de la escuela siendo que está en los dormitorio de chicas, Yūki debe travestirse cuando él esté fuera de su habitación, pero estando en sus clases deberá volver a vestirse como un chico. Conocerá a otras chicas, en la Academia Otorinashi, que muestran interés amoroso hacia él. Entre ellas están Risa Takabane quien luego de enterse de su situación, decide mantenerlo en secreto, con la condición de que él se convierta en su esclavo. La presidenta del consejo estudiantil Patricia Bepouin. Que cree que Yūki es un pervertido y teme que termine violando a las chicas de la academia. Por eso decide llevarlo por el buen camino. A pesar de que muestre enojo hacia él, ella está enamorada. Y a la ya mencionada maestra Ayana Kakinozaka. Aunque ella en varias ocasiones fantasea con Yuuki. No quiere demostrar sus sentimientos, excusando que estaría mal que una maestra salga con su estudiante.

## Personajes
Yūki Kagami (加賀見 優希 Kagami Yūki?)
Seiyū: Asami Shimoda
Yūki es el protagonista principal de la historia. Al principio, accidentalmente le asignan una habitación en el dormitorio de las chicas, pero para poder permanecer en la escuela, debe vestirse de forma cruzada en el dormitorio. Esto demuestra ser bastante fácil debido a su personalidad tímida y características femeninas. Él es de buena voluntad, ya que cuando las chicas intentan moverse sobre él, por lo general resistirá sus avances. Yūki es bastante sensato y responsable, especialmente cuando se lo compara con gente como Ayana-sensei. Si alguien toca el nudo en la parte superior de su cabeza, parece excitarse.
Ayana Kakinozaka (柿乃坂 綾奈 Kakinozaka Ayana?)
Seiyū: Azumi Asakura
Es una joven profesora bien dotada que enseña en la escuela de Yūki. Ella tiene buenas intenciones, pero es bastante tonta, habiendo registrado inadvertidamente a Yūki en el dormitorio de las chicas debido a su nombre ambiguo de género. Sin embargo, ella asume la responsabilidad haciéndole vivir en su dormitorio y haciéndole travestirse de mujer. De manera similar, ella trata de resolver otros problemas de manera cuestionable y humillante, como mostrarle su cuerpo desnudo en lugar de la prohibición de las revistas pornográficas. Aunque Ayana comete errores a menudo, está decidida a ayudar a Yūki lo mejor que pueda.
Risa Takabane (鷹羽 理沙 Takabane Risa?)
Seiyū: Suzuko Mimori
Una compañera de escuela que se muestra fría con Yūki, es Bisexual ya que odia a los hombres porque no le gusta que la miren. Sin embargo, después de enterarse de su situación, ella promete no revelar el secreto con la condición de que se convierta en su esclavo. Luego solicita ser su compañera de habitación ya que un maestro debería estar naturalmente con su esclavo. Alberga sentimientos románticos por Yūki y está celosa de otra chica, pero cuestiona su orientación sexual cuando su amiga de la infancia Futaba la besa, luego Futaba le pregunta si a Yūki le gusta, pero al principio ella lo rechaza y finalmente lo admite y lucha por él con las otras chicas.
Patricia Bepouin (弁法院 パトリシア Bepouin Patricia?)
Seiyū: Mamiko Noto
Patricia es la presidenta del consejo estudiantil de la Academia Otorinashi, y está en su tercer año de escuela secundaria. Ella es medio estadounidense, esto hace que accidentalmente mezcle el inglés con sus palabras. Es estricta y tiene una personalidad seria, inicialmente pensando que Yūki es un alborotador que ataca a las chicas. Sin embargo, ella se enamora de él más adelante en la serie, y se pone celosa cuando sale con otras chicas o las elogia.
Kotomi Shirakawa (白河 琴美 Shirakawa Kotomi?)
Seiyū: Midori Kawana
La vicepresidenta del consejo estudiantil de la Academia Otorinashi, Kotomi está en su tercer año de escuela secundaria. Ella es genial y traviesa, y tiene una personalidad difícil de alcanzar, Kotomi a menudo se burla de Patricia. Es una otaku a la que le gusta el cosplay y también es fanática de yuri. A diferencia de las otras chicas de la serie, Kotomi tiene el pecho plano y está orgullosa de ello. Ella es amiga de la infancia con Kagami y por quien tiene un gran afecto. Su hobby es hacer dakimakura.

### Personajes secundarios
Futaba Sou (双葉だから Sou Futaba?)
Seiyū: Takako Matsu
Futaba se presenta como un finalista que compite contra Yuuki para suceder a Patricia como presidenta del consejo estudiantil. A pesar de que parece ser amable y mansa, lo que Yūki describe como "un sentimiento de Yamato Nadeshiko sobre ella", pronto se revela tan loca como las otras chicas, convirtiéndose en una "máquina de besos" (besa a todos los que ve) cuando se despierta. Ella es amiga de la infancia con Risa, Risa cree que le gustan las chicas, pero le gustan las cosas más preciadas como Yūki y quiere tenerlo y cuidarlo.
Midori Kemigawa (綠檢見川 Kemigawa Midori?)
Seiyū: Kanako Sakai
Midori es un estudiante de segundo año y la secretaria del consejo estudiantil. Ella es muy feliz e hiperactiva, y a menudo se la ve con el miembro del consejo estudiantil Aoi Ougishima. Patricia siente que Midori es peligrosa.
Aoi Ougishima (蒼井荻島 Ougishima Aoi?)
Seiyū: Kae Matoba
Aoi es miembro del consejo estudiantil, va a segundo año. Ella es muy callada y tímida, y le gusta leer libros. Midori y Aoi a menudo se ven juntas.
Headmistress (校长 Headmistress?)
Seiyū: Rina Satō
Ella es la directora de la Academia Otorinashi. Regaña a Ayana y a Yūki, diciéndoles que si causan problemas, Yūki será expulsado sea o no un estudiante becado, o en el caso de Ayana, despedida. Más tarde le asigna a la presidenta del consejo estudiantil, Patricia Bepouin, que vigile a Yūki.
Katou-Sensei (北约老师 Sensei-Katō?)
Seiyū: Akio Ōtsuka
Un profesor despreocupado que trabaja en la Academia Otorinashi.

## Medios de comunicación

### Manga
Asa Made Jugyō Chu! es una historia original escrita por Akiyoshi Ōta, con dibujos por el artista de manga Munyū, quien es también conocido por ilustrar las novelas ligeras de Ladies versus Butlers!. Comenzó su serializacion en la revista de manga seinen de Media Factory Monthly Comic Alive, comenzando en la edición de agosto de 2008. Hasta marzo de 2016, se ha compilados en cuatro volúmenes tankōbon, publicados entre el 28 de febrero de 2012 y el 23 de marzo de 2016. fueron publicados por la imprenta de Madia Factory MF Comics Alive Series.
Una edición especial del tercer volumen fue publicada el 23 de junio de 2012, conteniendo una OVA. La publicación del undécimo capítulo incluía una encuesta en la cual los lectores podrían votar para mostrarse en una portada de volumen subsecuente. Las portadas de los primeros tres volúmenes fueron Ayana, Patricia y Risa, respectivamente.

#### Lista de volúmenes
| Núm. | Fecha de publicación                                       | ISBN                                                             |
| ---- | ---------------------------------------------------------- | ---------------------------------------------------------------- |
| 1    | 28 de febrero de 2010                                      | ISBN 978-4-8401-3313-5                                           |
| 2    | 30 de noviembre de 2011                                    | ISBN 978-1-6245-9149-5                                           |
| 3    | 23 de junio de 2012 (edición especial) 30 de junio de 2012 | ISBN 978-4-8401-4432-2 (edición especial) ISBN 978-4-8401-4480-3 |
| 4    | 23 de marzo de 2016                                        | ISBN 978-4-04-068216-7                                           |

### Anime
Fue anunciado en la chaqueta envolvente del segundo volumen del manga que una adaptación a anime tenía luz verde. Una OVA fue incluida en una edición especial del tercer volumen. La OVA relata los primeros cuatro capítulos del manga. Fue dirigido por Hiromitsu Kanazawa, quien también escribió el guion, y fue producida por el estudio llamado GoHands, el cual es conocido por hacer anime como Princess Lover! y K. La música es prevista por la banda japonesa de pop rock Funta.
El 27 de junio de 2012 fue publicado un disco Blu-ray. El Blu-ray incluía cinco minutos de bonus extras, y una carta exclusiva. Un CD soundtrack y un nuevo manga coloreado titulado "¡Ayana-sensei Lo esta Exagerando!" (綾奈先生やりすぎです! Ayana-sensei Yarisugi Desu!) fue añadida a la primera edición de la publicación del Blu-ray. La banda sonora incluye la música de fondo usada en el anime y el opening, la cual es "happy☆lucky" interpretada por Asami Shimoda, Azumi Asakura y Suzuko Mimori, quienes son los seiyū de Yuuki, Ayana y Risa en el anime, respectivamente.